# Barnekow
Barnekow es un municipio situado en el distrito de Mecklemburgo Noroccidental, en el estado federado de Mecklemburgo-Pomerania Occidental (Alemania), a una altitud de 39 metros. Su población a finales de 2016 era de 593 habs. y su densidad poblacional, 38 hab/km².
Se encuentra ubicado a poca distancia al sur del mar Báltico.